# Jiří Ječný
Jiří Ječný (1. února 1929 – 11. prosince 2014) je bývalý český fotbalista, obránce, reprezentant Československa.
Za československou reprezentaci odehrál roku 1956 dvě utkání. V lize odehrál 132 utkání. Hrál za Slavii Praha (1950–1951), Duklu Praha (1952–1958), Spartu Praha (1959–1960) a Baník Kladno (1960–1961). S Duklou získal třikrát titul mistra ligy (1953, 1956, 1958). 4x startoval v evropských pohárech.